# Cash Guns Chaos
Cash Guns Chaos DLX és un joc d'acció estil arcade per a PlayStation 3 que fou lliurat via online amb PlayStation Store. El nom fou canviat de Cash Carnage Chaos a Cash Guns Chaos DLX abans del llançament. En October, 2006 fou anunciat que el joc estaria descarregable com un joc "d'ús casual" per a PlayStation 3. Fou un dels dos jocs disponibles per descarregar, durant el llançament als Estats Units.

## Jugabilitat
Cash Guns Chaos DLX és un joc d'acció d'estil de tir bastant tradicional que es concentra molt més en un combat orientat a l'acció que a l'estratègia o al desenvolupament de personatges. És gairebé idèntic a l'estil, a la jugabilitat i a l'execució global del clàssic recreatiu Smash TV.
La història del joc tracta que els extraterrestres, que van aprendre de la civilització humana exclusivament mirant programes de televisió dels anys setanta i vuitanta, van segrestar el jugador i el van obligar a jugar a través dels nivells per entretenir els extraterrestres.